# Ференчик, Янош

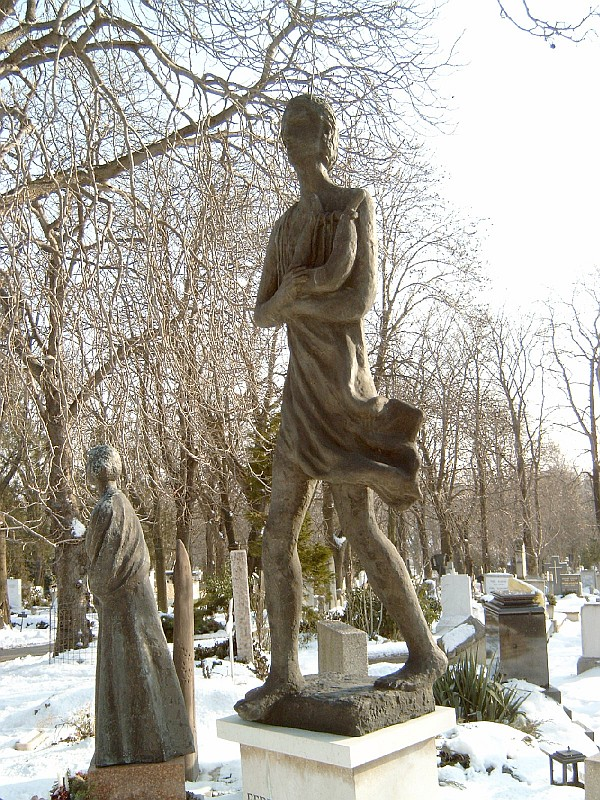
Памятник Я. Ференчику на могиле на кладбище Фаркашрети в Будапеште

Я́нош Фе́ренчик (венг. Ferencsik János; 18 января 1907, Будапешт, Австро-Венгрия — 12 июня 1984, Будапешт, Венгрия) — венгерский дирижёр.

## Биография
Ференчик получил образование в будапештской Музыкальной академии Ференца Листа, где, в частности, изучал композицию под руководством Ласло Лайты. Карьеру дирижёра начал в 1927 году как ассистент в Будапештской государственной опере. Работал с такими выдающимися дирижёрами, как Бруно Вальтер и Вильгельм Фуртвенглер, в начале 1930-х гг. был ассистентом Артуро Тосканини при работе на Байройтском фестивале, что оказало влияние на творческий стиль самого Ференчика.
После окончания Второй мировой войны Ференчик в 1945—1952 гг. возглавлял Симфонический оркестр Венгерского радио, одновременно в 1948—1950 годах был главным приглашённым дирижёром Венской государственной оперы. Затем в 1957—1974 гг. Ференчик руководил Будапештской государственной оперой, с 1952 г. и до конца жизни возглавлял Венгерский государственный симфонический оркестр, а в 1960—1967 годах был и руководителем Будапештского филармонического оркестра. В послевоенные годы нередко выступал в Вене, в 1957 г. впервые выступил в Великобритании, в 1962 г. в США. Заслуженный (1952), затем Народный (1954) артист Венгерской Народной Республики. Яношу было более близким творчество Б. Бартока, З. Кодая, Ф. Листа, а также венских классиков.

## Дискография (избранное)
- Йозеф Гайдн, Месса Гармония (для хора и оркестра)
- Людвиг ван Бетховен, Симфонии 1-9
- Гектор Берлиоз, Фантастическая симфония
- Ференц Лист, Симфонические сочинения, концерт для фортепиано
- Золтан Кодай, Гари Янош, будапештский Te Deum, Missa Brevis
- Бела Барток, Замок герцога Синяя Борода (опера), 3-й концерт для фортепиано.

(все записи фирмы Хунгаротон).